# Uhy
Uhy település Csehországban, a Kladnói járásban. Uhy Nelahozeves, Chržín, Sazená és Velvary településekkel határos. Lakosainak száma 404 fő (2024. január 1.).

## Népesség
A település lakosságának változását az alábbi diagram mutatja:
| Lakosok száma | 422  | 367  | 414  | 539  | 318  | 365  | 383  | 381  | 397  | 404  |
|               | 1869 | 1890 | 1921 | 1950 | 1980 | 2001 | 2017 | 2019 | 2022 | 2024 |